# The Timber Queen

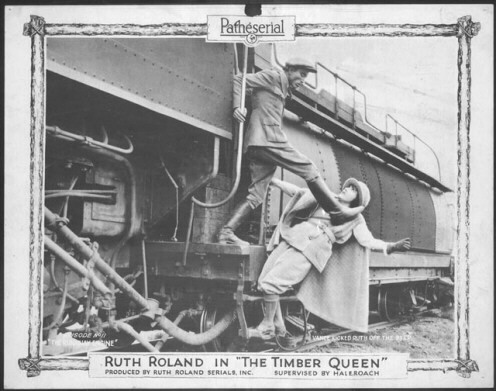
Ruth Roland sur une carte promotionnelle du film The Timber Queen.

The Timber Queen est un serial américain de 15 épisodes, réalisé par Fred Jackman, sorti en 1922.

## Liste des épisodes

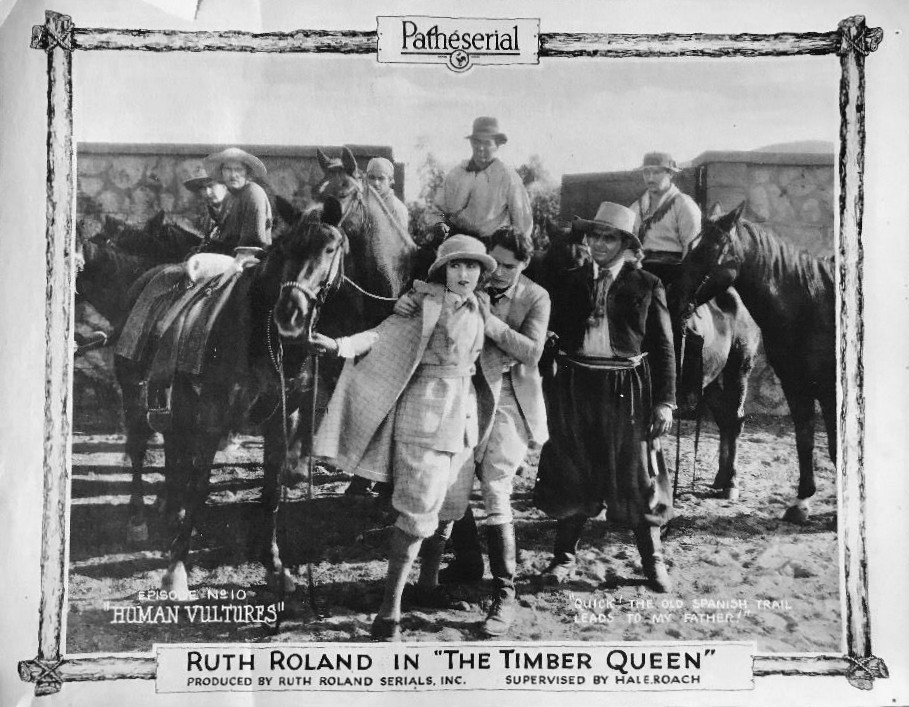
Carte promotionnelle de l'épisode 10.

1. The Log Jam
2. The Flaming Forest
3. Guilty as Charged
4. Go Get Your Man
5. The Yukon Trail
6. The Hidden Pearl
7. Mutiny!
8. The Smugglers Cave
9. Horned Fury
10. Human Vultures
11. The Runaway Engine
12. The Abyss
13. The Stolen Wedding
14. One Day to Go
15. The Silver Lining

## Fiche technique
- Réalisation : Fred Jackman
- Scénario : Bertram Millhauser (en), d'après une histoire de Carl Krusada
- Producteur : Hal Roach
- Montage : Richard C. Currier
- Production : Ruth Roland Serials, United Studios Inc.
- Distributeur : Pathé Exchange
- Durée : 15 épisodes
- Date de sortie : 16 juillet 1922

## Distribution
- Ruth Roland : Ruth Reading
- Bruce Gordon : Don Mackay
- Val Paul : James Cluxton
- Leo Willis : Bull Joyce
- Frank Lackteen : Vance
- Bull Montana
- Al Ferguson
- Al Freez (credité Otto Freez)
- Chris Lynton (credité Chris Linton)

## Production
Les différents épisodes ont été tournés dans les alentours de Truckee en Californie. Un avion de type Curtiss JN-4 apparaît dans le film.
Ruth Roland est la seule femme à apparaître dans le haut de la liste des cow boys vedettes de cinéma, et elle réalise elle-même ses propres cascades.